# 臺北港
臺北港（英語：Taipei Port），又稱八里港，是位於台灣新北市八里區的國際商港，於1990年代闢建，最初定位為基隆港輔助港口，隨其腹地較大優勢，日漸取代基隆港之北臺灣主要吞吐港地位，現今成為「北臺灣第一大國際商港」。
2022年勞埃德名單情報（Lloyd's List Intelligence），台北港為世界第88大港口，為台灣第二大港，僅次於高雄港。其貨櫃碼頭是由台北港貨櫃碼頭股份有限公司於2003年8月28日與政府簽訂50年經營權的BOT案，由萬海、陽明、長榮，臺灣三大海運合資成立。

## 歷史

### 前身
在史前時代，八里坌為臺灣史前人類登岸與生活的重要場域，蘊有十三行遺址、大坌坑遺址等海洋活動遺跡。在西荷時期、大清前期，八里坌港是福建移民登陸北臺灣最重要港口，眾多漢人移民由八里港登陸進入臺北盆地開墾。
1790年（乾隆55年），八里坌港正式升格為大清官定正口，與福建泉州蚶江、福州五虎門對渡，成為繼臺南鹿耳門、彰化鹿港之後的臺灣第三座官方級港口，也是北臺灣第一座與福建通商的官定口岸。八里港開為正口後，使艋舺商業更加繁榮，成為八里坌港最主要的內港，促成「一府二鹿三艋舺」之盛名，此三地也對應「鹿兒港」、「鹿港」、「八里坌」清代最早三大官定口岸。
嘉慶、道光年間，八里港隨著河道淤積日益嚴重，航運與港口機能漸被滬尾（今淡水）所取代。1860年（咸豐10年），隨著天津條約臺灣開埠通商，淡水港正式開港，成為台灣第一個國際通商港口。雖當時是「在淡水之八里坌為通商馬頭，對岸之滬尾設立海關」。但因外洋船舶噸位大，八里坌港淤淺難於停泊，以及迎著東北季風、缺乏腹地。最終被背風港深、腹地寬度的北岸淡水港取代，八里港就此自歷史舞台淡出。

### 臺北港

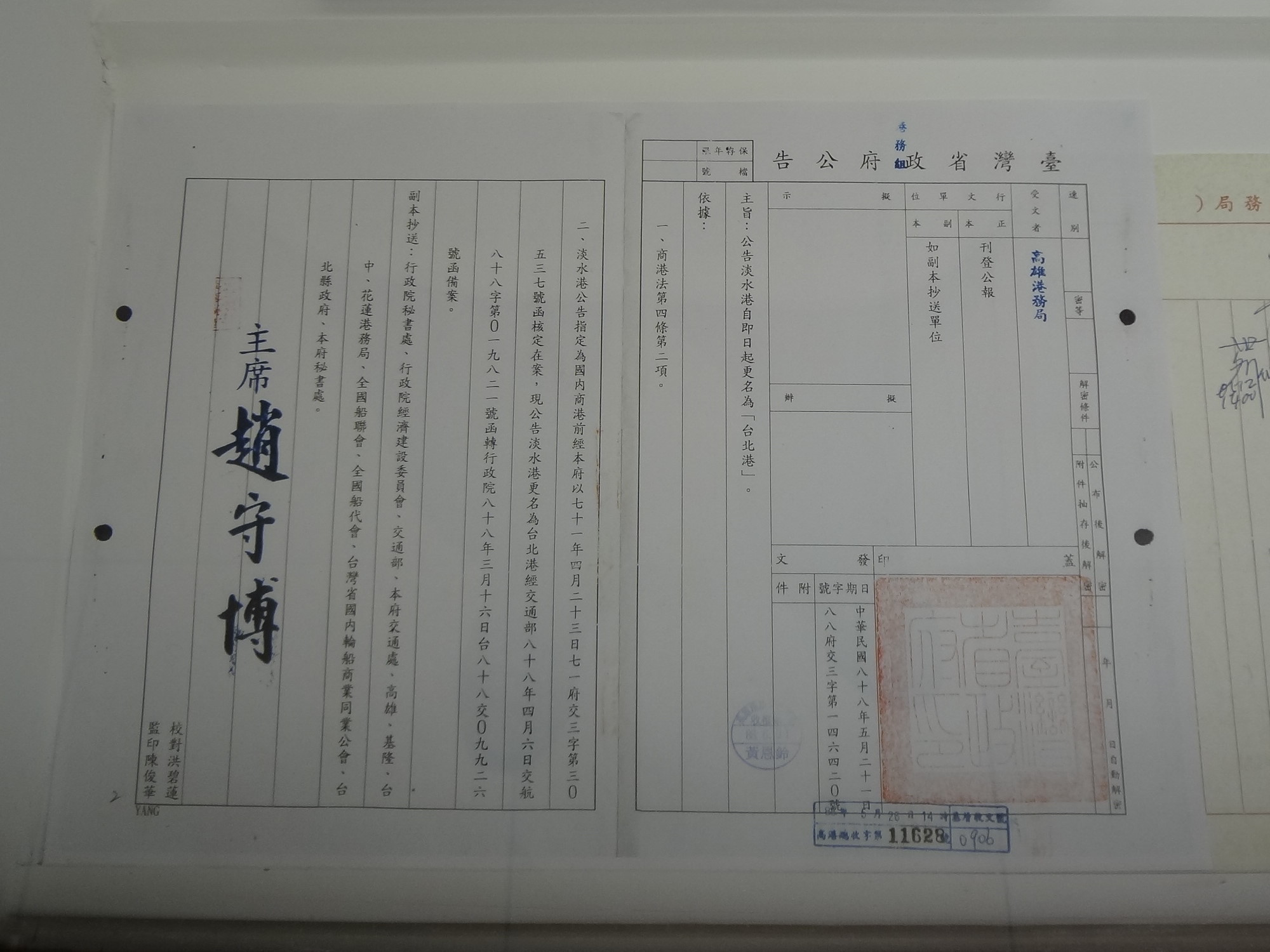
臺灣省政府公告淡水港更名為臺北港

1990年代，隨著基隆港發展，開始有了建立輔助港的需求。並選定八里地區為開闢據點。規劃期間，曾稱「淡水新港」，以與清代時期淡水港區別，由時任中華民國交通部部長劉兆玄所規劃，初期僅計畫興建兩座碼頭供「東砂北運」使用，後定名為「淡水港」。
1999年，劉兆玄任行政院副院長時，將「淡水港」變更為綜合性商港，並更名為「臺北港」。原由中華民國交通部基隆港務局管理，2012年3月1起由臺灣港務公司基隆港務分公司管理。

#### 歷史沿革
- 1993年淡水港第一期工程開工，於民國87年（1998年）底完工。
- 1995年政府推動「亞太營運中心計畫」之「海運中心計畫」，同意將淡水港發展定位為基隆國際商港之輔助港。
- 1999年「淡水港整體規劃及未來發展計畫」及第二期工程第一個五年計畫（1996年－2001年），經行政院核定實施。
  - 5月21日，臺灣省政府公告淡水港更名為「臺北港」。
- 2002年，臺北港第二期工程第二個五年計畫（2002年－2006年）經行政院核定實施。
- 2004年，交通部公告指定臺北港為基隆國際商港之輔助港。
- 2005年5月25日，臺北港獲行政院核定籌設自由貿易港區，申請設置範圍為79公頃土地（包括散雜貨儲運中心與油品儲運中心），規劃經營業務型態以物流產業為主。
- 2009年2月18日，臺北港貨櫃儲運中心開始營運。
- 臺北港第二期工程第三個五年計畫（2007年－2011年），目標年定為2011年。
- 臺北港第三期工程計畫（2012年－2021年）及遠期發展計畫（2022年以後），並視未來海運發展需求及民間投資意願，全面進行檢討及推動。

## 地理與環境影響

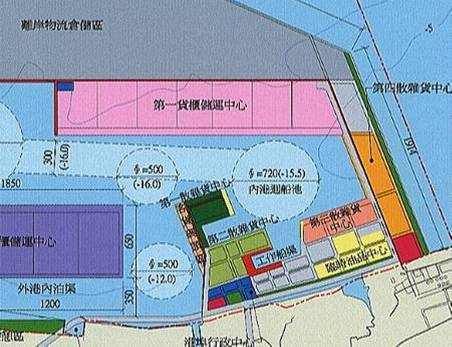
港區平面圖

### 位置
臺北港位於淡水河河口西側，臨台灣海峽，南有觀音山為屏障，港區南側並與遊樂區八仙海岸相鄰。東距基隆港34浬，南距台中港87浬。

### 海岸線影響

#### 淡水河口
淡水河是北台灣第一大河，而1927年到1948年左右，淡水河口及八里地區之海岸線呈向外擴張，淡水河之沈積物在河口地區偏淤積，致使海岸線往外擴張，且飛砂形成高約18公尺長3公里平行海岸沙丘。由林雪美1996年之研究可知，淡水河口海岸屬風浪營力型或風浪、逕流及潮汐三個營力之中混合型，淡水河口地形及輸砂機制之分析應考慮風浪、逕流及潮汐之影響。
但於1964年石門水庫完工後，大量河源泥沙被攬阻，河口沈積物之供需平衡遭到破壞，致使八里區海岸線向內陸退縮。比對1948年與1978年的航空圖，可發現30年間八里區的海岸線普遍退縮達180公尺，河口的挖子尾附近最大退縮量則達320公尺。1986年翡翠水庫完工，淡水河口沖積平衡更加受到衝擊，比對1978年與1992年，八里污水處理廠附近海岸退縮達150公尺，挖子尾附近海岸也退縮達200公尺。
1993年淡水河南岸的臺北港開始興建，臺北港的北防波堤凸出海岸1.6 km，幾與淡水河口北側之突岬齊平。所造成突堤效應阻斷淡水河口沙源之往南移行，而臺北港南側防波堤海岸形成嚴重侵蝕，淡水河口與北防波堤間沙灘浮現，河砂淤積且海床趨於淺化。淡水河口之河道左岸挖子尾沙嘴附近，淤積日漸嚴重，若強颱加上與滿潮時間一致時，颱風暴潮可能導致洪水無法宣洩，淡水河沿岸及大臺北地區形成水患。

#### 臺北港港址海岸
1986年建港以前，此處為侵蝕最為嚴重之海岸，建港後1996年至2001年間呈淤積性海域，年平均淤積量約155.8萬立方公尺。

#### 臺北港以南至林口電廠海岸
築港前相較於其他區域穩定海岸侵淤量不大，築港期間呈侵蝕現象，防波堤完工後亦呈淤積。

### 碼頭簡介
- 東1、2、3、4、5、6、7、10、11、12、13、14、15、16、17及北1、2、3、4、5及6碼頭為營運碼頭，總計21座營運碼頭。
- 南9為離岸風電專用碼頭
- 東8及東9等2座為港勤碼頭
- 東18、東19及東20等3座為海巡碼頭。[12]

### 民間投資
- 公民營事業機構投資項目（港埠設施類）
  - 臨時油品儲運中心1（臺塑石化公司負責營運）
  - 臨時油品儲運中心2（友亦企業公司負責營運）
  - 臨時油品儲運中心3（淳品實業公司負責營運）
  - 汽車及零組件物流中心（東立物流公司負責營運）
  - 貨櫃儲運中心（臺北港貨櫃碼頭公司負責興建營運）
  - 第1散雜貨儲運中心（嘉新水泥公司負責營運）
  - 第2散雜貨儲運中心（臺北港埠通商公司負責興建營運）
  - 第3散雜貨儲運中心（東立物流公司租賃經營）
  - 倉棧設施（東立物流公司租賃經營）
  - 國際物流中心（立和國際物流興建營運）
  - 南碼頭區（招商中）
- 公民營事業機構投資項目（港灣業務類）
  - 開放民間經營港勤船舶（焜陽公司取得經營）
  - 開放民間經營港勤船舶（焜陽公司取得經營）
  - 開放民間經營船舶帶解纜（德璂公司經營）
  - 油罐車加油業務（由加油業者經營）

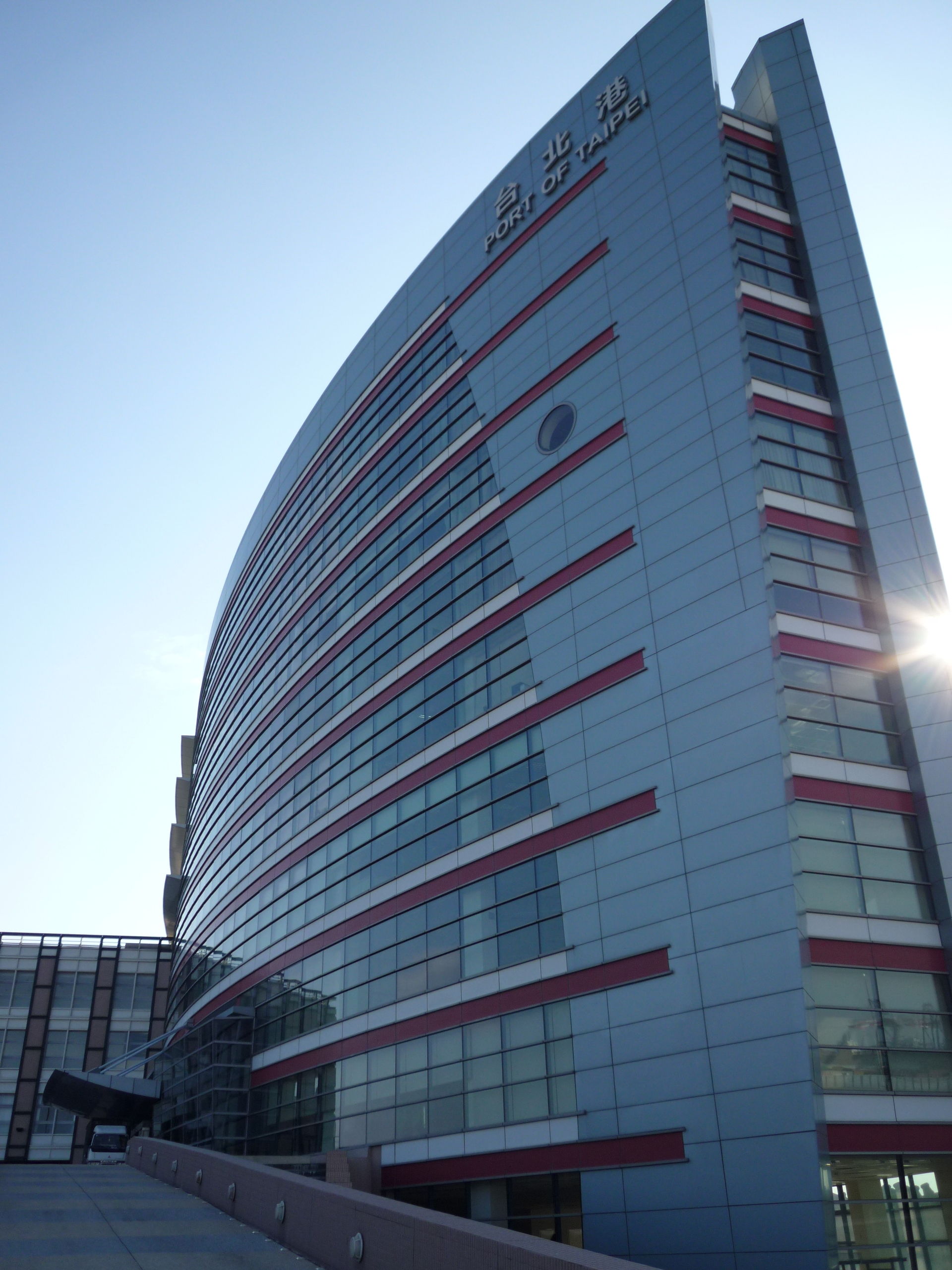
臺北港行政大樓，擁有船帆般的外觀造型
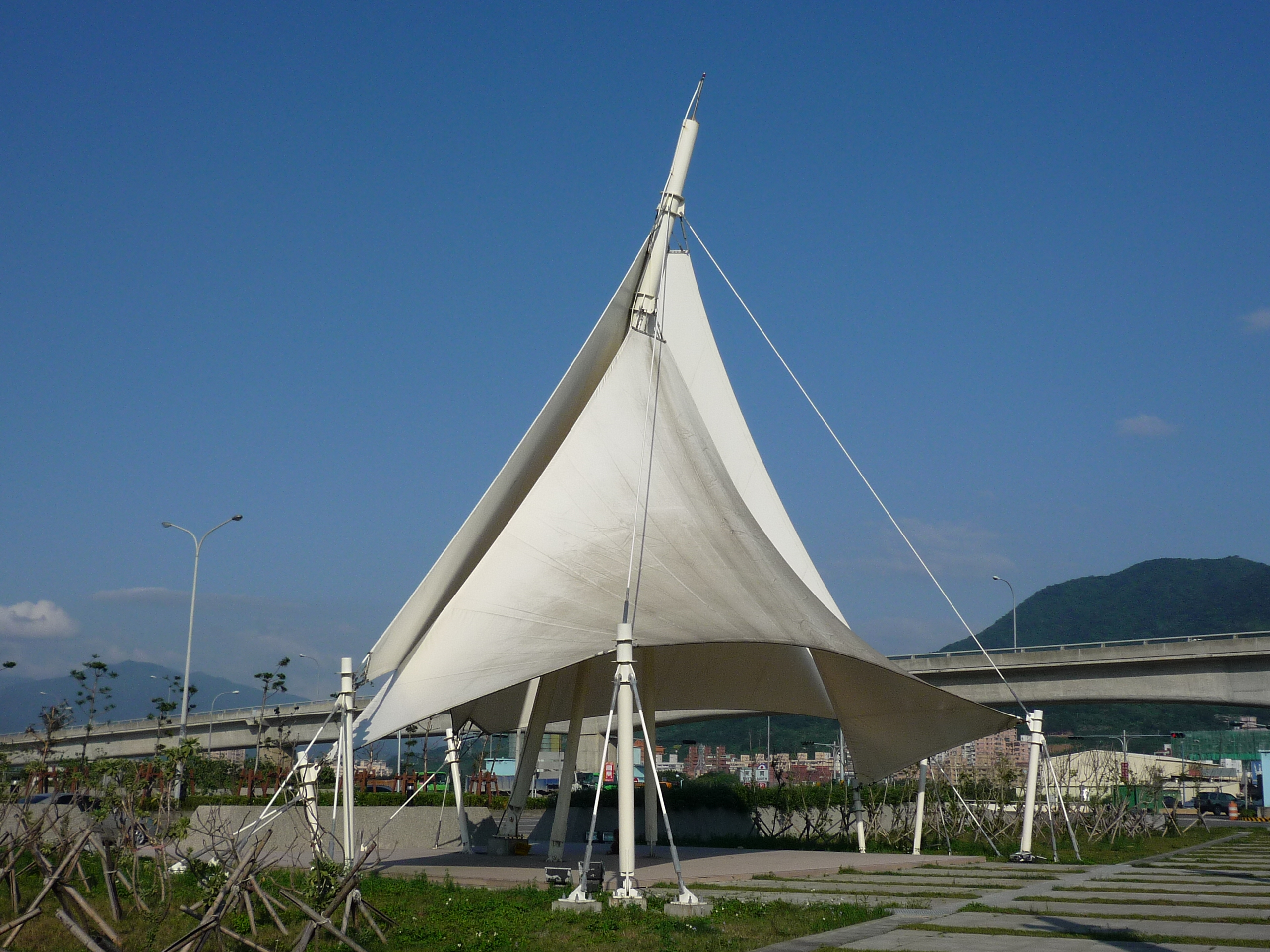
港區內船帆雕塑
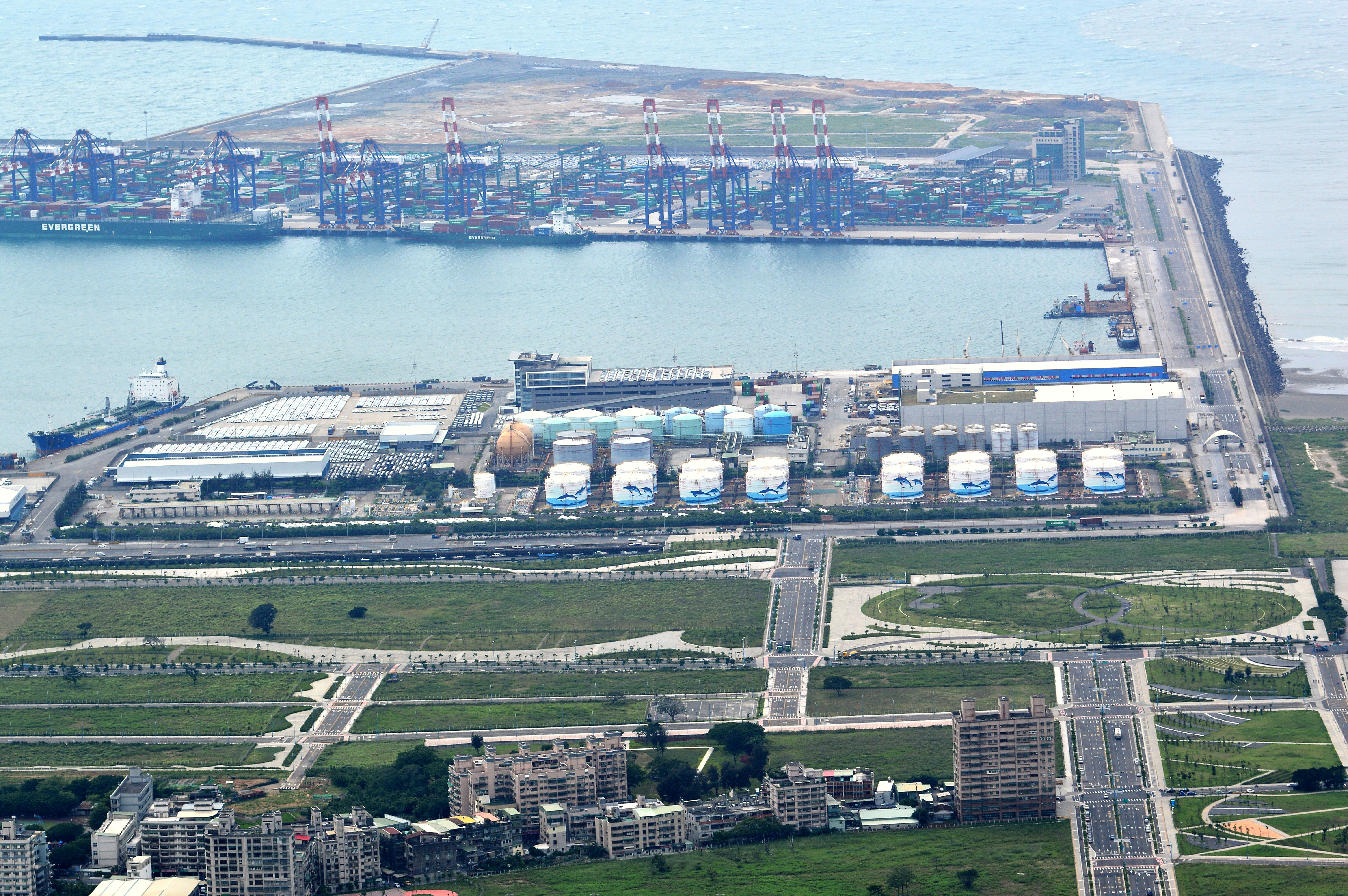
眺望臺北港
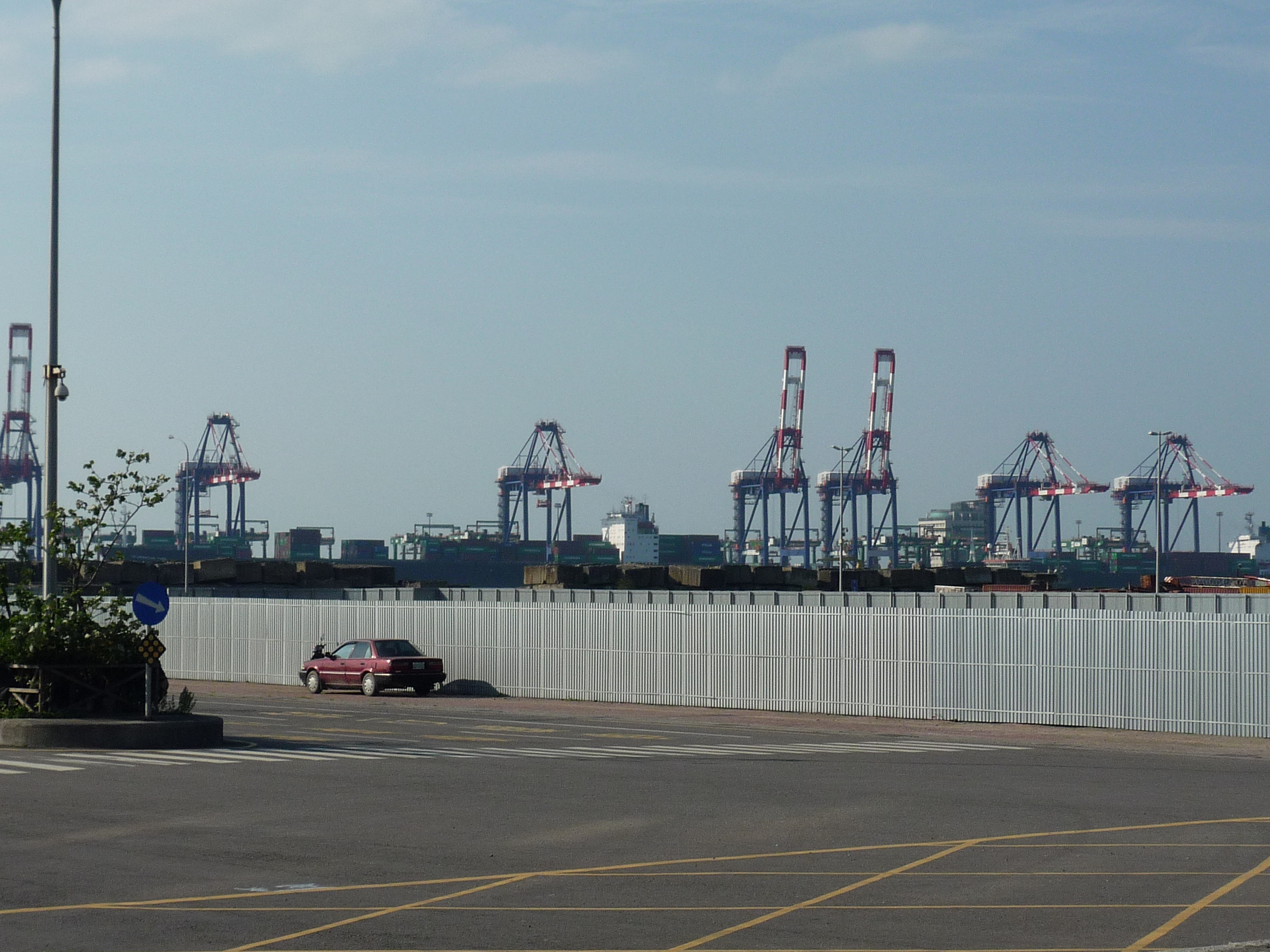
臺北港的橋式起重機

## 自由貿易港區
臺北港自由貿易港區目前營運範圍，包括已填築完成陸域，現有管制區後線93.7公頃之區域，包括東碼頭區79公頃（第一散雜貨中心、第二散雜貨中心、臨時油品儲運中心，及車輛物流中心），北碼頭區（第一貨櫃儲運中心）及北3─北6碼頭後線部分土地約14.7公頃。
| - 已取得自由港區許可之廠商 1. 東立物流 2. 友亦企業股份有限公司 3. 台塑石化 4. 台北港貨櫃碼頭股份有限公司 | - 未取得自由港區許可之廠商 1. 嘉北國際股份有限公司 2. 淳品實業 3. 國產實業集團 |

## 客輪碼頭
海峽兩岸自開放直航以來，經貿往來與觀光交流日益密切，商務、旅遊人次逐年增加，推升雙邊運輸的需求性及必要性，因此奉交通部指示從2013年起開闢「臺北港—平潭」航線。此航線於2020年暫停營運。
- 2013年10月9日，「海峽號」首發通航。[13]
- 2014年5月27日，「麗娜輪」加入營運。
- 2014年8月27日，旅客入出境總人數已達到5萬2,432人。[14]

## 貨櫃碼頭
- 台北港貨櫃碼頭目前是台灣第一個、也是投資金額最大的港埠BOT建設，2009年3月正式啟用[15]。目前由台北港貨櫃碼頭股份有限公司經營，並由「台灣貨櫃三雄」合資籌組，其持股比例分別為：
  - 長榮海運 50%
  - 萬海航運 40%
  - 陽明海運 10%
- 當年臺北港BOT案原本定調是國際競標，而且外資可持有51%的股份，於是各國廠商齊聚台灣付出大量經費請人研究並評估此專案，找出最佳標金後投標。但在開標前一週，政府突然宣布外資僅能持股49%，引發外資不滿而撤資。最後該BOT案由台北港貨櫃碼頭公司拿下。

## 相關單位
- 台北港行政大樓
  - 臺灣港務公司基隆港務分公司台北港營運處
    - 業務科
    - 港務科
    - 工務科
    - 棧埠科
    - 秘書室
    - 會計室
    - 政風室
- 財政部關務署基隆關八里分關
- 內政部移民署基隆港國境事務隊（臺北港）
- 內政部警政署基隆港務警察總隊台北中隊
- 內政部消防署基隆港務消防隊台北港分隊
- 海洋委員會海巡署台北港海巡基地
  - 艦隊分署北部地區機動海巡隊
  - 台北商港安檢所
- 臺灣銀行台北港分行

## 交通
公路

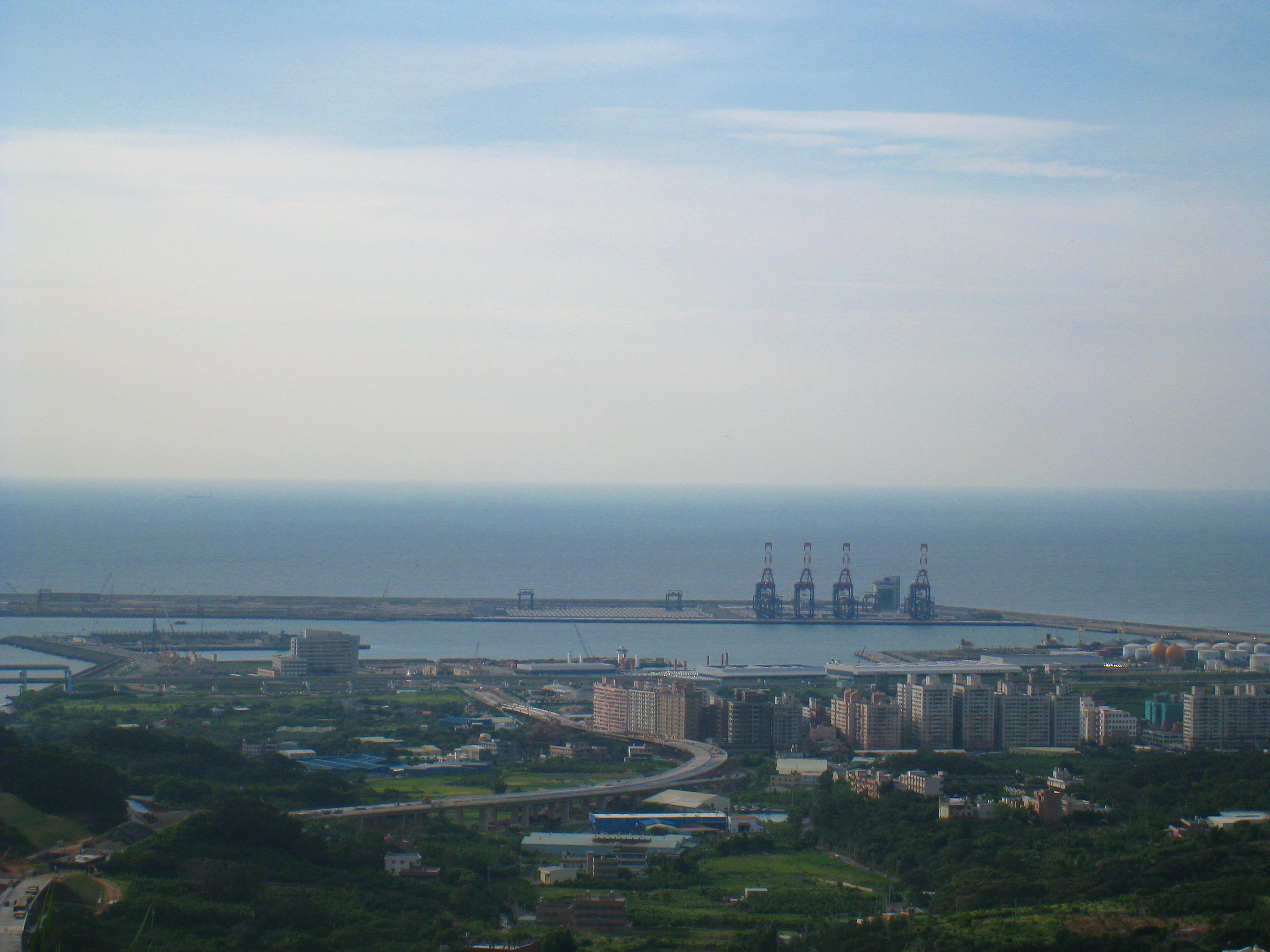
觀音山眺望台北港

- 台15線：部分路段與台61共構。
- 台61線（西濱快速公路）：部分路段與台15共構。
  - 八里二交流道
  - 八里三交流道
- 台64線
  - 八里二交流道
- 市道105號：通往林口區

公車
- 三重客運
  - 704（八里－北門）
  - 704區間車（八里－捷運蘆洲站）
  - 927（三重－八里）※與淡水客運、首都客運聯營
- 淡水客運
  - 682（八里－社子）
  - 878（八里－捷運淡水站）
  - 927（三重－八里）※與三重客運、首都客運聯營
  - 紅13（八里－十三行博物館－捷運關渡站）
  - 紅22（八里－捷運關渡站）
- 首都客運
  - 927（三重－八里）※與三重客運、淡水客運聯營

海上交通
除承接基隆港無法負荷的貨物之外，另有客貨運往來於新北市八里區及中國大陸福建省平潭島之間。

## 外部鏈結
- 官方网站